# Västra Getteröns naturreservat
Västra Getterön är ett naturreservat omfattande halvön Stora Gubbanäsan samt omgivande hav längst ut på Getterön i Lindbergs socken i Varbergs kommun i Halland. Reservatet har en yta på 183 hektar, varav 53 är land. Naturreservatets högsta punkt ligger ungefär 20 meter över havet. Reservatet bildades 1974.

## Geologi
Landskapet i naturreservatet bildades efter den senaste istiden då inlandsisen drog sig tillbaka. Inom området finns flera jättegrytor. Berggrunden består av charnockit, som är Hallands landskapssten. Bergarten kallas även Varbergsgranit och är ovanlig i Sverige utom just på Hallandskusten.

## Flora och fauna
Bland de växtarter som förekommer i reservatet kan nämnas smällglim, liten blåklocka, trift, strandkål, strandkrypa, strandmalört, saltarv och sumpgentiana. Strandängarna på Västra Getterön betades fram till mitten av 1960-talet. På grund av den magra jorden växte området inte igen och områdets karaktär bevarades. Betningen återupptogs 1998. Västra Getterön är också en fågellokal, främst för sjöfågel och sträckande fåglar, även om Getteröns Naturcentrum vid det andra naturreservatet på andra sidan av Getterön är mer välkänt och ligger närmare Varberg. Av de arter som observeras kan nämnas havssula, stormfågel, alkor, kustlabb och stormsvala.

## Bilder

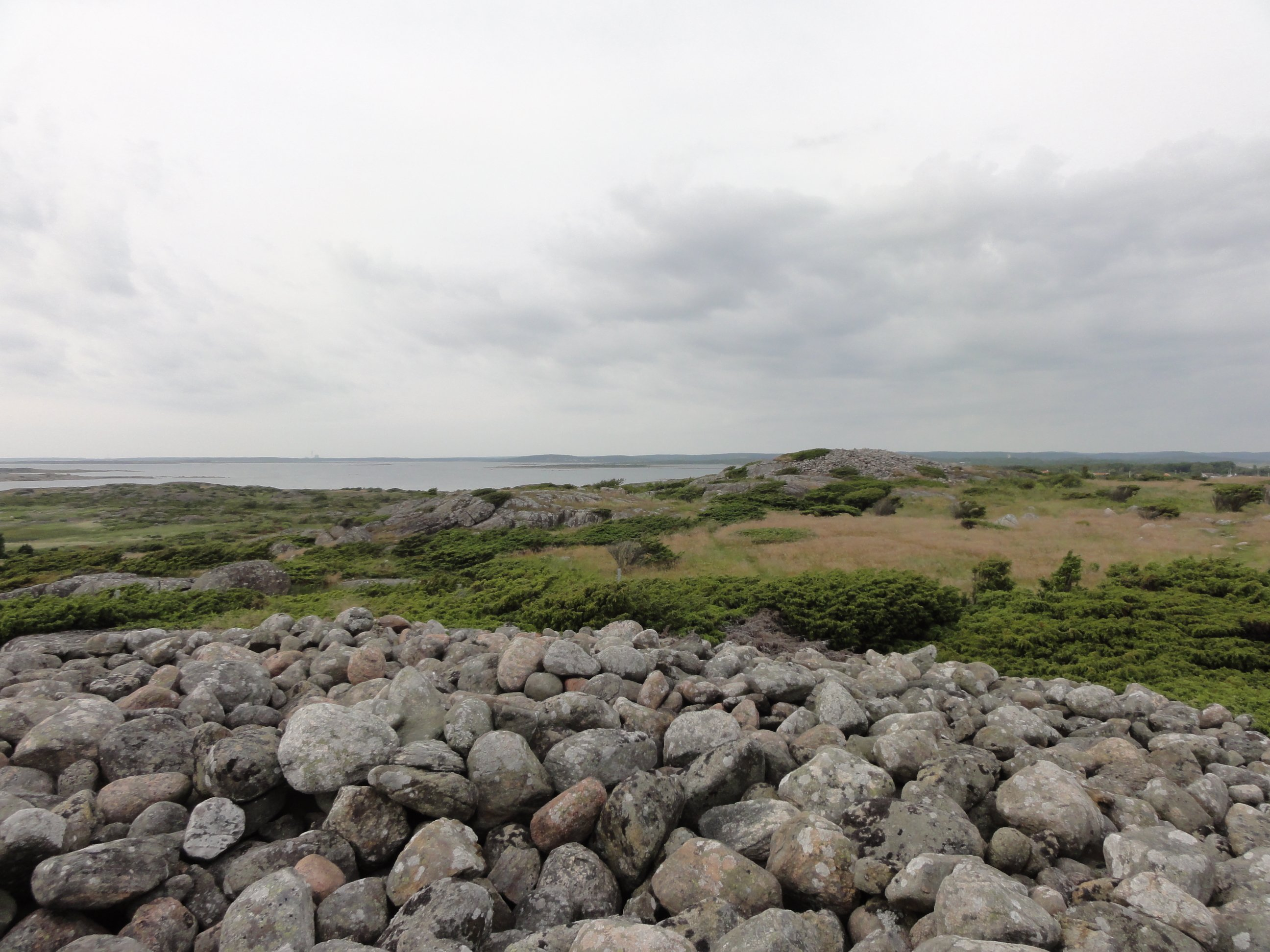
Vy mot norr över två bronsåldersrösen
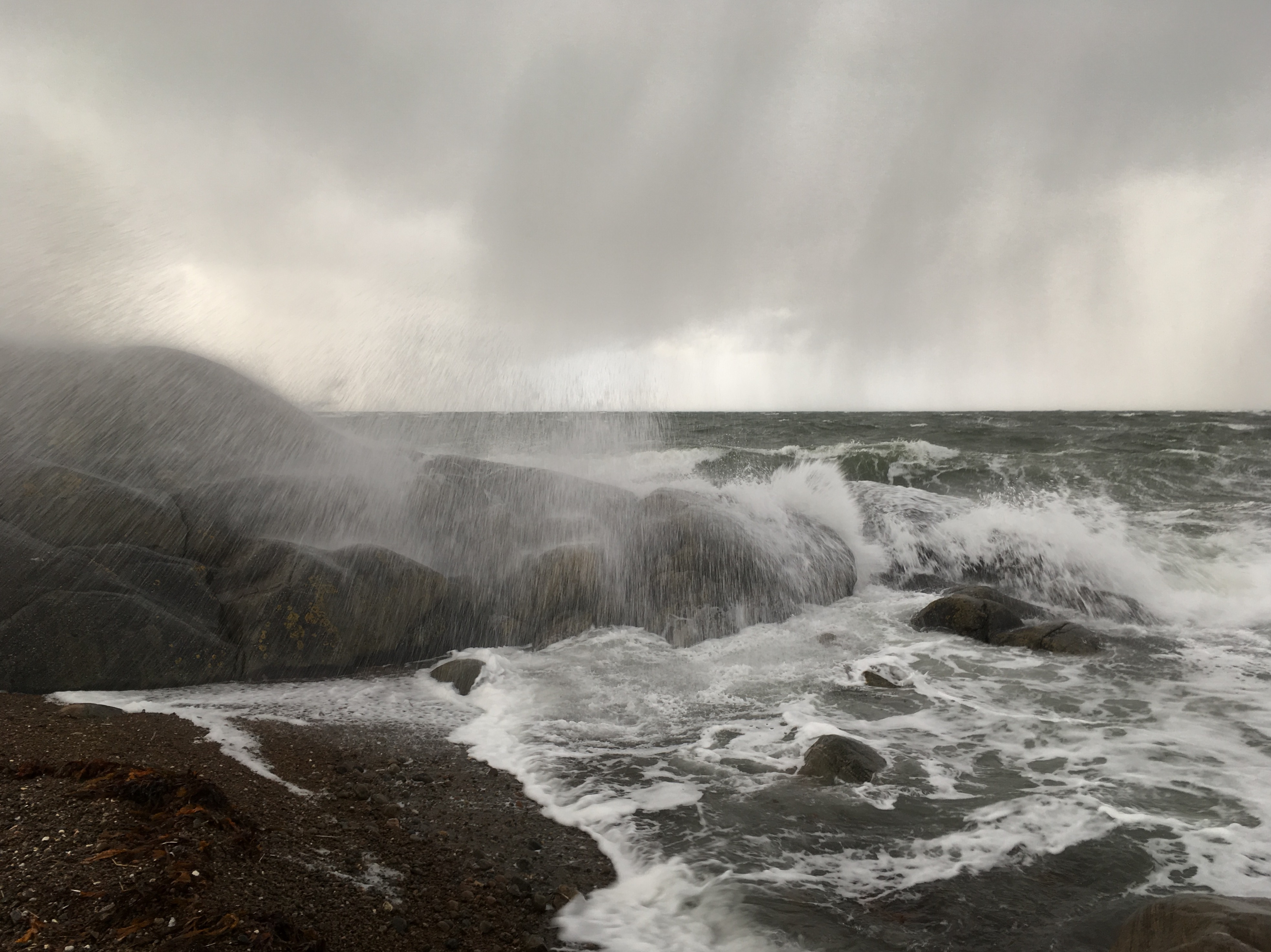
Vid havsbandet längst västerut